# Сабуров, Михаил Богданович
Михаил Богданович Сабуров (? - †1607) — московский дворянин и воевода, во времена правления Фёдора Ивановича и Смутное время. Брат Евдокии Богдановны Сабуровой, первая жена (с 1571) царевича Ивана Ивановича, невестка Ивана IV Васильевича Грозного.
Сын боярина Богдана Юрьевича Сабурова.

## Биография
Дворянин Михаил Богданович Сабуров впервые упомянут при описании приёма посольства от германского императора Рудольфа и его посла Авраама бургграфа Донавского (1597). Подписал грамоту об избрании на царство Бориса Годунова (1598). Упомянут в Новгородском походе царя Фёдора Ивановича среди голов стольников и есаулов "в государевом царёве...полку" (зима 1589/90). Отправлен на год воеводою в Орёл (лето 1590). Служил воеводой в Новосиле (зима 1591/92). В связи с угрозой крымских татар послан к Николе Зарайскому (июнь 1594). Назначен воеводой в Новосиль (март 1595). Упомянут в Государевом полку среди голов и есаулов во время Серпуховского похода против хана Казы-Гирея Боры (1595). Отправлен к Рязани смотреть новые засеки, начертить чертежи и предоставить всё царю (май 1595). В связи с угрозой татар привёл в Новосиль Передовой полк (февраль 1600) и после ухода больших воевод оставался там (до 1602). Воевода в Астрахани (1602). Дмитровский судья (1605/06).
От Лжедмитрия I получил чин боярина (1605). Умер (1607).

## Семья
Женат дважды:
1. Мария Упина.
2. Ульяне.

Потомство от обоих браков не оставил.